# Renault Spider
O Renault Sport Spider foi um roadster e o primeiro veículo produzido pela Renault Sport, subsidiária da montadora francesa Renault, entre 1996 e 1999.

## Projeto
A Renault passava por momentos difíceis na segunda metade da década de 1980. Problemas financeiros fizeram com que, no início dos anos 1990, a empresa se reestruturasse e se tornasse uma empresa estatal mais enxuta. Sua subsidiária Renault Sport recebeu como tarefa projetar um novo carro, que desde o início deveria ser tanto um carro de corrida, quanto um carro de estrada. 
| “ | O Spider foi uma oportunidade para mostrar a criatividade da empresa de uma forma que era mais do que apenas uma ideia. Era uma grande história, com um grande espírito de equipe. Nós queríamos um carro que fosse fácil de fabricar e com ligações de solo perfeitas. Ele combinou paixão e razão, esporte, fuga e liberdade. O Spider, tão irracional em suas características, era bastante razoável em seu preço e em sua alta tecnologia. Tornou-se um toque de loucura que estava ao alcance do maior número possível [de pessoas]. A forma como podia ser usado era maravilhosa. | ” |
|   | — Christian Contzen, diretor da Renault Sport e encarregado de promoção, . |   |

A Renault criou um chassi de alumínio para tornar o carro tão leve e resistente quanto fosse possível, e selecionou painéis de carroceria feitos de plástico. O projeto do exterior do veículo ficou a cargo de Patrick Le Quément, que também havia contribuído com o Ford Sierra e com o sucesso de vendas Renault Twingo.
O motor e a transmissão manual do Spider formavam uma única unidade, montada transversalmente no meio do veículo. Inspirado pelo projeto de aeronaves, o conjunto foi fixado em uma dobradiça oscilante, característica responsável por eliminar de dentro dos chassis toda a vibração do motor. O motor propriamente dito era de 2,0 litros, como o utilizado na edição do Clio Williams, e produzia 148 cavalos de potência, com um torque de 129 pés-libras, ou de aproximadamente 175 Nm, números que não indicavam uma potência significativa, mas que o Spider compensava com seu peso, de apenas 2050lb (aproximadamente 930kg).
Depois de dois anos em desenvolvimento, um modelo conceito foi exibido ao público em Genebra, em 1994. O Spider começou a ser vendido em 1996, pouco tempo depois de ter entrado em produção. Todos os Spiders foram fabricados pela Alpine, em sua fábrica em Sena-Maritimo e foram o primeiro carro a receber o selo Renault Sport. Inicialmente, não havia para-brisas, e sim um pequeno “aeroscreen” como o dos carros de Fórmula 1, criado para as versões do Spider com volante à direita no Reino Unido, das quais 100 foram fabricadas. A partir de 1997, um para-brisas convencional foi disponibilizado e foi equipado com o máximo do luxo: um limpador de para-brisas. Cerca de 1800 Spiders foram fabricados no total, e a Renault também produziu alguns exemplares de corrida, que participaram do Spider Championship. A produção do Spider se deu entre 1995 e 1999, antes que fosse interrompida.